# Lucille Ricksen
Lucille Ricksen, geboren als Lucille Ericksen (Chicago, 22 augustus 1910 - Los Angeles, 13 maart 1925) was een Amerikaans actrice en kindster in de periode van de stomme film. Ze stierf op 14-jarige leeftijd door tuberculose.

## Biografie
Ricksen werd geboren in Chicago en begon haar carrière als professionele kindmodel. Nadat Samuel Goldwyn zich in haar interesseerde, bezocht ze Hollywood met haar moeder in 1920. Hij koos haar onmiddellijk voor de komische reeks met de titel The Adventures of Edgar Pomeroy. Er werden meer dan tien korte films van uitgebracht en het was gebaseerd op verhalen van Booth Tarkington.
Vervolgens was Ricksen in 1922 naast Marie Prevost en Kenneth Harlan te zien in The Married Flapper. Ricksen kreeg in korte tijd veel aandacht van de media. Dit werd alleen nog maar meer toen ze een contract kreeg bij Marshall Neilan. Hij gebruikte haar in The Stranger's Banquet. De film werd ook in 1922 uitgebracht en ook Claire Windsor en Hobart Bosworth waren hierin te zien.
Ricksens acteerprestaties werden positief bekritiseerd door de critici. Zo was ze in 1923 een van de hoogtepunten in de dramafilm Human Wreckage. Ze was in haar carrière als actrice te zien in films waar ook andere grote sterren in speelden. Enkele namen zijn Conrad Nagel, James Kirkwood, Sr., Jack Pickford, Louise Fazenda, Laura La Plante, Anna Q. Nilsson, Blanche Sweet, Bessie Love, Cullen Landis en Patsy Ruth Miller. Ze was meestal in films te zien met serieuze thema's en speelde dan ook rollen van personen die veel ouder waren dan dat Ricksen zelf was. In 1924 was ze een van de WAMPAS Baby Stars.
Tijdens de opnamen van de door Del Andrews geregisseerde The Galloping Fish, werd Ricksen erg ziek. Toch was ze nog in tien films te zien, waaronder de populaire The Painted Lady. Ondertussen werd ze steeds zieker en werd er tuberculose geconstateerd. Haar laatste film werd The Denial.
Haar moeder stond haar bij toen ze ziek was, maar stierf zelf in haar bijzijn aan een hartaanval. Ricksen stierf twee weken later, op 13 maart 1925. Ze werd slechts 14 jaar oud.

## Filmografie

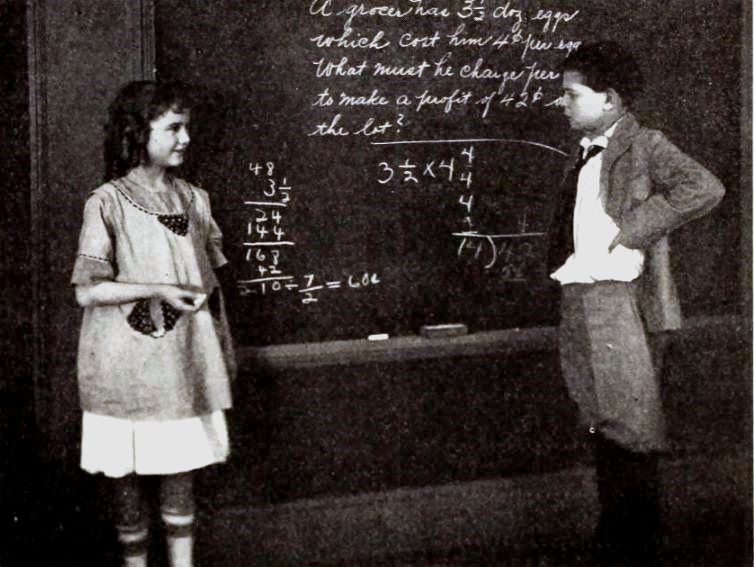
Lucille Ricksen met Edward Peil Jr. in Edgar Takes the Cake (1920) uit de komische reeks The Advenutres of Edgar Pomeroy

- The Old Nest (1921) - Kate als 9-jarige
- The Married Flapper (1922) - Carolyn Carter
- Remembrance (1922) - Kind
- The Girl Who Ran Wild (1922) - Clytie
- Forsaking All Others (1922) - May Wharton
- The Strangers' Banquet (1922) - Flapper
- The Social Buccaneer (1923) - Lucille Vail
- Trimmed in Scarlet (1923) - Faith Ebbing
- Human Wreckage (1923) - Ginger
- The Rendezvous (1923) - Vera
- The Judgment of the Storm (1924) - Mary Heath
- The Galloping Fish (1924) - Hyla Wetherill
- The Hill Billy (1924) - Emmy Lou Spence
- Those Who Dance (1924) - Ruth Kane
- Young Ideas (1924) - Eloise Lowden
- Behind the Curtain (1924) - Sylvia Bailey
- Vanity's Price (1924) - Sylvia
- The Painted Lady (1924) - Alice Smith
- Idle Tongues (1924) - Faith Copeland
- The Denial (1925) - De dochter